# Stuff Smith

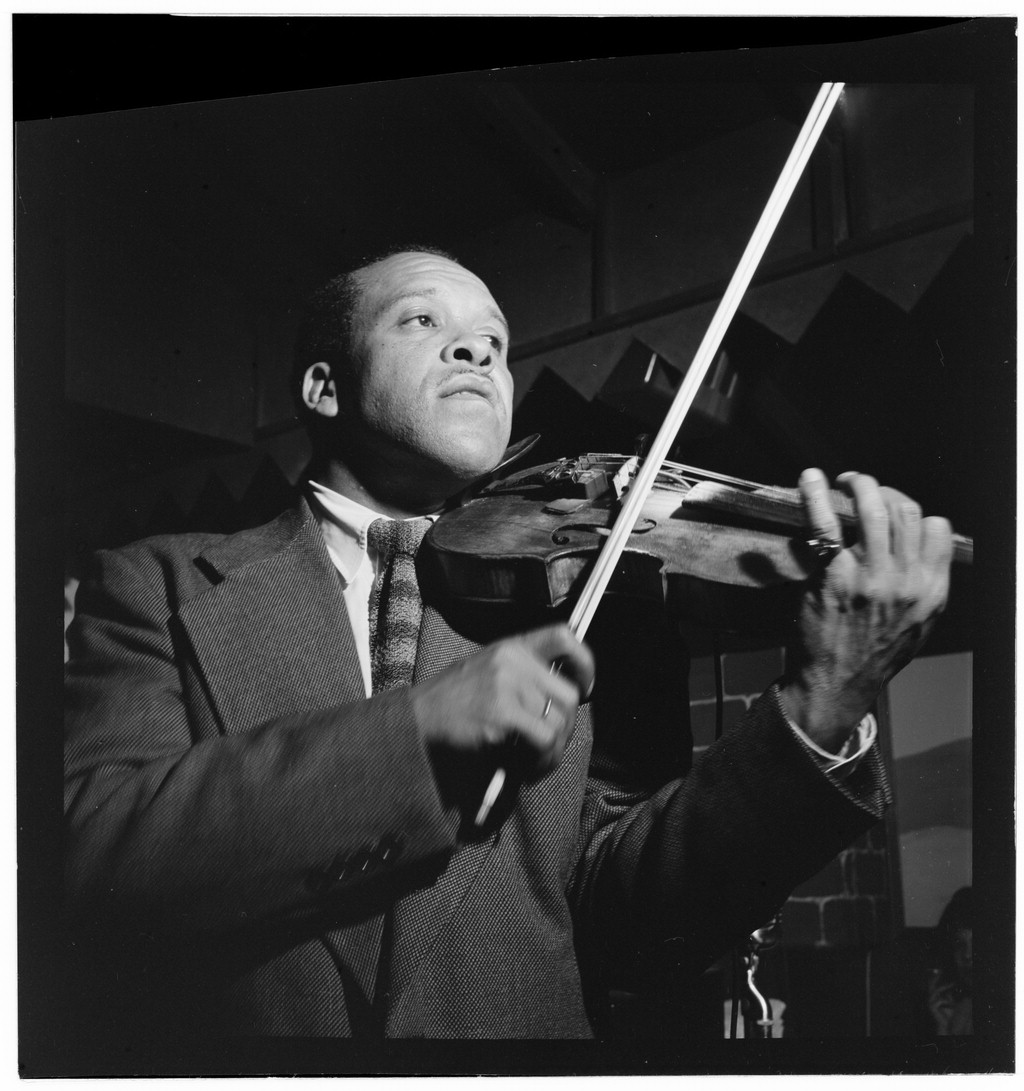
Stuff Smith

Stuff Smith, geboren als Hezekiah Leroy Gordon Smith (Portsmouth (Ohio), 14 augustus 1909 – München, 25 september 1967), was een Amerikaans jazzviolist.
Smith werkte vanaf zijn dertiende als violist in een restaurant, waar hij merkte dat jazz meer aansloeg dan klassieke composities. Hij leerde op een eigen wijze spelen waarbij hij zich verdiepte in de swing. Smith maakte opnamen met onder anderen Oscar Peterson, Dizzy Gillespie en Fats Waller.

## Albums
- Black Violin
- Stuff Smith
- Have violin, will swing
- Violin Summit
- Stuff and the Michael Davis sextet
- Hot swing fiddle Classics

- Bibsys: 8013008
- Biblioteca Nacional de España: XX1124355
- Bibliothèque nationale de France: cb13899880p (data)
- Catàleg d'autoritats de noms i títols de Catalunya: 981060744071806706
- Gemeinsame Normdatei: 119128497
- International Standard Name Identifier: 0000 0000 7363 8639
- Library of Congress Control Number: n84157889
- MusicBrainz: 144d2fce-f7a3-4275-b710-40a385e19554
- Nationale Bibliotheek van Tsjechië: xx0014667
- Nationale Bibliotheek van Israël: 987007324536405171
- Nederlandse Thesaurus van Auteursnamen: 097845744
- Istituto Centrale per il Catalogo Unico: DDSV002420
- SNAC: w6nq6sd4
- Système universitaire de documentation: 19411757X
- Virtual International Authority File: 5119063
- WorldCat: E39PBJwxKxrtK9t8DybHkJxVYP